# Kimberley Smith

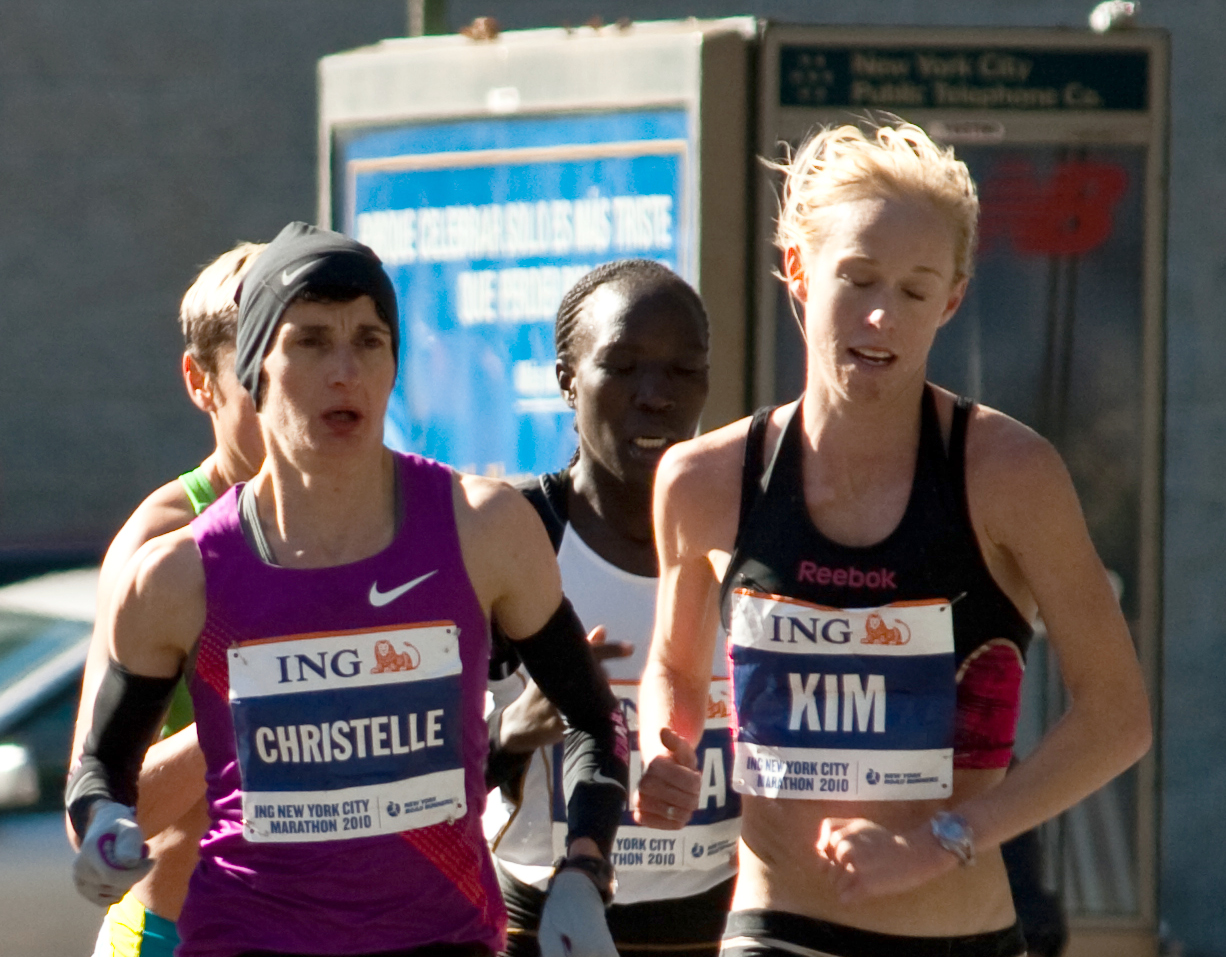
Kim Smith (rechts) beim New-York-Marathon 2010

Kimberley „Kim“ Smith (* 19. November 1981 in Papakura) ist eine ehemalige neuseeländische Mittel- und Langstreckenläuferin.

## Karriere
Als Absolventin des King’s College in Auckland besuchte sie mit einem Sportstipendium von 2002 bis 2005 das Providence College in Rhode Island, wo sie ihren derzeitigen Trainer Ray Treacy traf.
Bei den Olympischen Spielen 2004 in Athen schied sie im Halbfinale des 5000-Meter-Laufs aus. Im Jahr darauf belegte sie bei den Weltmeisterschaften in Helsinki über 10.000 m den 15. Platz und siegte bei der Universiade über 5000 m. 2006 musste sie wegen einer Achillessehnenruptur und einer Lungenembolie den größten Teil der Saison pausieren.
Bei den Weltmeisterschaften 2007 in Osaka wurde sie Fünfte über 10.000, bei den Hallenweltmeisterschaften 2008 in Valencia Sechste über 3000 m und bei den Olympischen Spielen 2008 Neunte über 10.000 m. Im Herbst trat sie beim New-York-City-Marathon an, gab aber bei km 32 auf.
2009 kam sie als beste nicht aus Afrika stammende Läuferin auf Platz 13 bei den Crosslauf-Weltmeisterschaften in Amman, wurde Achte bei den Weltmeisterschaften in Berlin über 10.000 m und mit dem Landesrekord von 1:09:35 h Siebte bei den Halbmarathon-Weltmeisterschaften in Birmingham.
2010 wurde sie beim Halbmarathon-Bewerb des Mardi Gras Marathons Zweite und verbesserte ihren nationalen Rekord auf 1:07:55 h. Beim London-Marathon wurde sie Achte und beim New-York-City-Marathon Fünfte. Im Rahmen des Philadelphia-Halbmarathons konnte sie ihren Nationalrekord wiederum auf 1:07:11 h steigern.
2011 lief sie auf der Halbmarathonstrecke des Mardi Gras Marathons die bis dahin schnellste Zeit einer Frau auf US-amerikanischem Boden.
Kimberley Smith ist 1,66 m groß und wiegt 49 kg. Sie lebt in Providence und startet für die Firma Reebok.

## Bestzeiten
- 1500 m: 4:11,25 min, 26. Juni 2004, Waltham
- 3000 m: 8:35,31 min, 25. Juli 2007, Monaco (Ozeanien-Rekord)
- 5000 m, 14:45,93 min, 11. Juli 2008, Rom (Ozeanien-Rekord)
- 10.000 m: 30:35,54 min, 4. Mai 2008, Palo Alto (Ozeanien-Rekord)
- 10-km-Straßenlauf: 31:38 min, 25. Mai 2009, London
- Halbmarathon: 1:07:11 h, 18. September 2011, Philadelphia
- Marathon: 2:25:21 h, 25. April 2010, London

### Halle
- Meilenlauf: 4:24,14 min, 8. Februar 2008, Boston (Ozeanien-Rekord)
- 3000 m: 8:38,14 min, 27. Januar 2007, Boston (Ozeanien-Rekord)
- 5000 m: 14:39,89 min, 27. Februar 2009, New York City (Ozeanien-Rekord)